# Pyrrhogyra edocla
Pyrrhogyra edocla är en fjärilsart som beskrevs av Doubleday 1848. Pyrrhogyra edocla ingår i släktet Pyrrhogyra och familjen praktfjärilar. Inga underarter finns listade.